# Lorena Rae

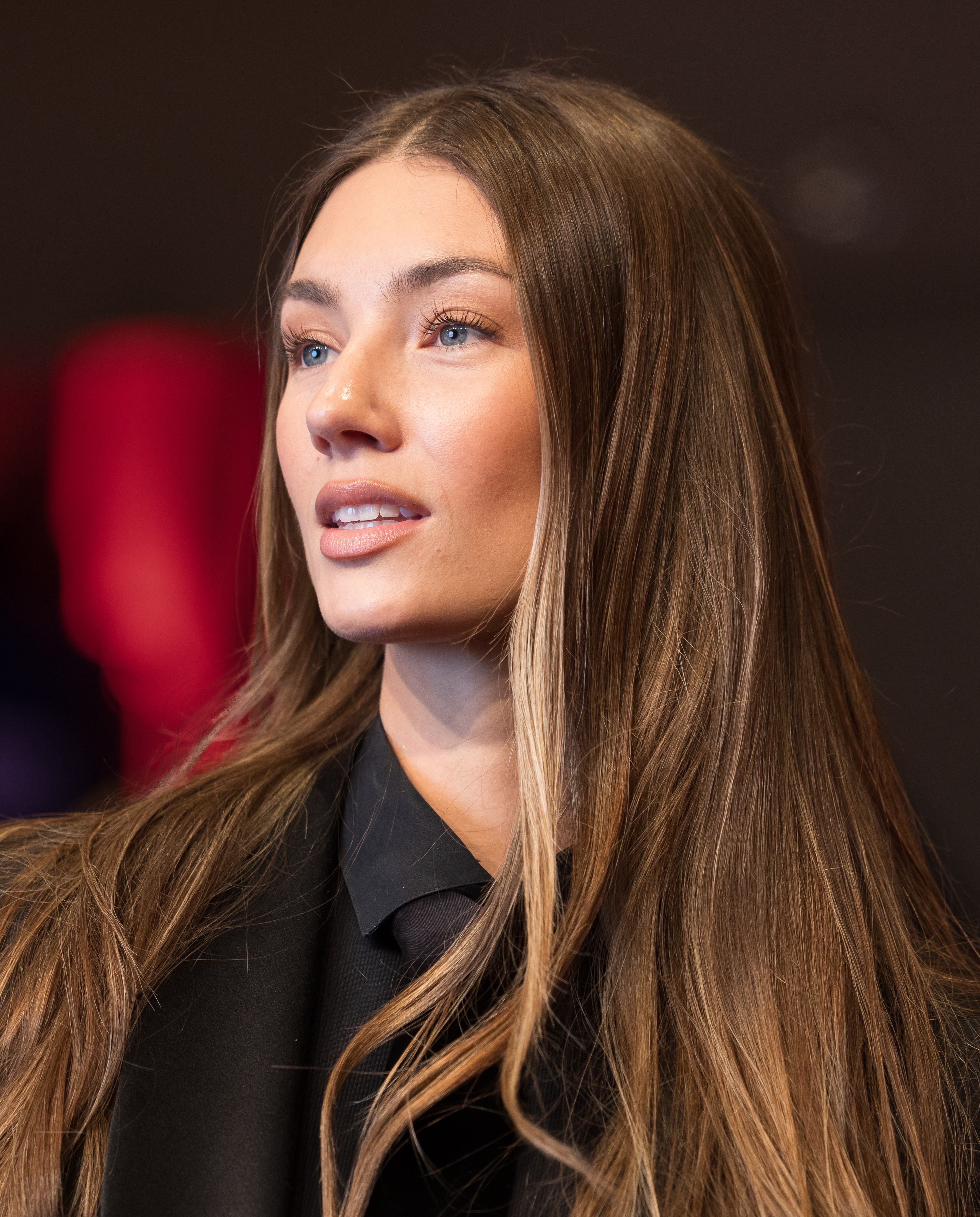
Lorena Rae, 2024

Lorena Rae (* 8. Juli 1994 in Diepholz; eigentlich Lorena Rape) ist ein deutsches Model. Bekannt wurde sie vor allem durch ihren Auftritt bei der Victoria’s Secret Fashion Show in New York im Jahr 2018.

## Leben und Karriere
Rae wurde 1994 im niedersächsischen Diepholz geboren. Nach dem Abitur am Beruflichen Gymnasium des Berufsbildungszentrums Dr. Jürgen Ulderup arbeitete sie zunächst als Model für deutsche Marken wie s.Oliver und Thomas Sabo. Des Weiteren war sie für Hugo Boss und Bijou Brigitte tätig. Im Jahr 2017 zog sie nach New York, um dort ihre Model-Karriere voranzutreiben. Ein Jahr später wurde sie vom Wäsche-Label Victoria’s Secret für die Victoria’s Secret Fashion Show in New York als Laufstegmodel engagiert. Sie ist nach Toni Garrn, Julia Stegner, Claudia Schiffer und Heidi Klum das fünfte deutsche Model, das für diese international bekannte Show engagiert wurde.
Rae ist 180 cm groß und bei den Agenturen PMA (Hamburg), Next Model Management (New York, Los Angeles), Boss Models (Kapstadt) und Unique Models (Kopenhagen) unter Vertrag. Außerdem ist sie Markenbotschafterin für die Kosmetikfirma L’Oréal. Rae hat aktuell 1,7 Millionen Follower auf der Social-Media-Plattform Instagram (Stand: Dezember 2023).
2022 nahm Rae bei der Amazon-Prime-Sendung One Mic Stand teil.